# Đội tuyển bóng đá quốc gia Guadeloupe
Đội tuyển bóng đá quốc gia Guadeloupe (tiếng Pháp: Sélection de la Guadeloupe de football) là đội tuyển cấp quốc gia của Guadeloupe do Liên đoàn bóng đá Guadeloupe quản lý và là một phần của liên đoàn bóng đá Pháp. Vì Guadeloupe là vùng phụ thuộc của Pháp nên không thể là thành viên của FIFA mà chỉ là thành viên của CONCACAF.
Trận thi đấu quốc tế đầu tiên của đội là trận gặp Martinique vào năm 1934. Thành tích tốt nhất của đội cho đến nay là vị trí thứ tư của Cúp Vàng CONCACAF 2007.

## Danh hiệu
- Vô địch Cúp Caribe: 0

Á quân: 2010
Hạng ba: 1989; 1994; 2008

## Thành tích tại Cúp Vàng CONCACAF
| Năm       | Thành tích               | Hạng                     | Trận                     | Thắng                    | Hòa                      | Thua                     | Bàn thắng                | Bàn thua                 |                          |
| --------- | ------------------------ | ------------------------ | ------------------------ | ------------------------ | ------------------------ | ------------------------ | ------------------------ | ------------------------ | ------------------------ |
| 1991      | Không vượt qua vòng loại | Không vượt qua vòng loại | Không vượt qua vòng loại | Không vượt qua vòng loại | Không vượt qua vòng loại | Không vượt qua vòng loại | Không vượt qua vòng loại | Không vượt qua vòng loại | Không vượt qua vòng loại |
| 1993      | Không vượt qua vòng loại | Không vượt qua vòng loại | Không vượt qua vòng loại | Không vượt qua vòng loại | Không vượt qua vòng loại | Không vượt qua vòng loại | Không vượt qua vòng loại | Không vượt qua vòng loại | Không vượt qua vòng loại |
| 1996      | Không vượt qua vòng loại | Không vượt qua vòng loại | Không vượt qua vòng loại | Không vượt qua vòng loại | Không vượt qua vòng loại | Không vượt qua vòng loại | Không vượt qua vòng loại | Không vượt qua vòng loại | Không vượt qua vòng loại |
| 1998      | Không tham dự            | Không tham dự            | Không tham dự            | Không tham dự            | Không tham dự            | Không tham dự            | Không tham dự            | Không tham dự            |                          |
| 2000      | Không vượt qua vòng loại | Không vượt qua vòng loại | Không vượt qua vòng loại | Không vượt qua vòng loại | Không vượt qua vòng loại | Không vượt qua vòng loại | Không vượt qua vòng loại | Không vượt qua vòng loại | Không vượt qua vòng loại |
| 2002      | Không vượt qua vòng loại | Không vượt qua vòng loại | Không vượt qua vòng loại | Không vượt qua vòng loại | Không vượt qua vòng loại | Không vượt qua vòng loại | Không vượt qua vòng loại | Không vượt qua vòng loại | Không vượt qua vòng loại |
| 2003      | Không vượt qua vòng loại | Không vượt qua vòng loại | Không vượt qua vòng loại | Không vượt qua vòng loại | Không vượt qua vòng loại | Không vượt qua vòng loại | Không vượt qua vòng loại | Không vượt qua vòng loại | Không vượt qua vòng loại |
| 2005      | Không vượt qua vòng loại | Không vượt qua vòng loại | Không vượt qua vòng loại | Không vượt qua vòng loại | Không vượt qua vòng loại | Không vượt qua vòng loại | Không vượt qua vòng loại | Không vượt qua vòng loại | Không vượt qua vòng loại |
| 2007      | Hạng tư                  | 4th                      | 5                        | 2                        | 1                        | 2                        | 5                        | 5                        |                          |
| 2009      | Tứ kết                   | 6th                      | 4                        | 2                        | 0                        | 2                        | 5                        | 8                        |                          |
| 2011      | Vòng bảng                | 10th                     | 3                        | 0                        | 0                        | 3                        | 2                        | 5                        |                          |
| 2013      | Không vượt qua vòng loại | Không vượt qua vòng loại | Không vượt qua vòng loại | Không vượt qua vòng loại | Không vượt qua vòng loại | Không vượt qua vòng loại | Không vượt qua vòng loại | Không vượt qua vòng loại |                          |
| 2015      | Không vượt qua vòng loại | Không vượt qua vòng loại | Không vượt qua vòng loại | Không vượt qua vòng loại | Không vượt qua vòng loại | Không vượt qua vòng loại | Không vượt qua vòng loại | Không vượt qua vòng loại |                          |
| 2017      | Không vượt qua vòng loại | Không vượt qua vòng loại | Không vượt qua vòng loại | Không vượt qua vòng loại | Không vượt qua vòng loại | Không vượt qua vòng loại | Không vượt qua vòng loại | Không vượt qua vòng loại |                          |
| 2019      | Không vượt qua vòng loại | Không vượt qua vòng loại | Không vượt qua vòng loại | Không vượt qua vòng loại | Không vượt qua vòng loại | Không vượt qua vòng loại | Không vượt qua vòng loại | Không vượt qua vòng loại |                          |
| 2021      | Vòng bảng                | 14th                     | 3                        | 0                        | 0                        | 3                        | 3                        | 7                        |                          |
| 2013      | Vòng bảng                | 10th                     | 3                        | 1                        | 1                        | 1                        | 8                        | 6                        |                          |
| Tổng cộng | 5/27                     | 1 lần hạng tư            | 18                       | 5                        | 2                        | 11                       | 23                       | 31                       |                          |

## Cầu thủ

### Đội hình hiện tại
Đây là đội hình đã hoàn thành Cúp Vàng CONCACAF 2023.
Số liệu thống kê tính đến ngày 4 tháng 7 năm 2023 sau trận gặp Guatemala.
| Số | VT | Cầu thủ             | Ngày sinh (tuổi)  | Trận | Bàn | Câu lạc bộ          |
| -- | -- | ------------------- | ----------------- | ---- | --- | ------------------- |
|    | TM | Davy Rouyard        | 17 tháng 8, 1999  | 8    | 0   | Bordeaux            |
|    | TM | Brice Cognard       | 26 tháng 4, 1990  | 3    | 0   | Avranches           |
|    | TM | Willy Leguier       | 17 tháng 12, 1996 | 0    | 0   | Phare Petit-Canal   |
|    |    |                     |                   |      |     |                     |
|    | HV | Méddy Lina          | 11 tháng 1, 1986  | 24   | 0   | Solidarité-Scolaire |
|    | HV | Anthony Baron       | 29 tháng 12, 1992 | 23   | 2   | Servette            |
|    | HV | Cédric Avinel       | 11 tháng 9, 1986  | 20   | 0   | Ajaccio             |
|    | HV | Mickaël Alphonse    | 12 tháng 7, 1989  | 17   | 0   | Ajaccio             |
|    | HV | Ronan Hauterville   | 21 tháng 11, 1989 | 17   | 2   | Phare Petit-Canal   |
|    | HV | Andreaw Gravillon   | 8 tháng 2, 1998   | 11   | 2   | Torino              |
|    | HV | Nathanaël Saintini  | 30 tháng 5, 2000  | 11   | 0   | Sion                |
|    |    |                     |                   |      |     |                     |
|    | TV | Steve Solvet        | 20 tháng 3, 1996  | 18   | 3   | Orléans             |
|    | TV | Quentin Annette     | 13 tháng 1, 1998  | 17   | 0   | Solidarité-Scolaire |
|    | TV | Ange-Freddy Plumain | 2 tháng 3, 1995   | 10   | 2   | Bnei Sakhnin        |
|    | TV | Johan Rotsen        | 11 tháng 8, 1996  | 9    | 0   | Sète                |
|    | TV | Jordan Leborgne     | 29 tháng 9, 1995  | 6    | 0   | Versailles          |
|    |    |                     |                   |      |     |                     |
|    | TĐ | Matthias Phaëton    | 8 tháng 1, 2000   | 18   | 8   | CSKA Sofia          |
|    | TĐ | Vikash Tillé        | 26 tháng 11, 1997 | 14   | 1   | Moulien             |
|    | TĐ | Thierry Ambrose     | 28 tháng 3, 1997  | 13   | 5   | Oostende            |
|    | TĐ | Luther Archimède    | 17 tháng 9, 1999  | 12   | 1   | Sacramento Republic |
|    | TĐ | Dimitri Ramothe     | 8 tháng 9, 1990   | 11   | 4   | Amical Club         |
|    | TĐ | Steven Davidas      | 17 tháng 3, 1992  | 6    | 1   | La Gauloise         |
|    | TĐ | Jordan Tell         | 10 tháng 6, 1997  | 5    | 1   | Grenoble            |
|    | TĐ | Geoffray Durbant    | 19 tháng 5, 1992  | 3    | 2   | Laval               |

### Từng được triệu tập
Các cầu thủ dưới đây từng được triệu tập trong vòng 12 tháng.
| Vt | Cầu thủ           | Ngày sinh (tuổi)  | Số trận | Bt | Câu lạc bộ          | Lần cuối triệu tập          |
| -- | ----------------- | ----------------- | ------- | -- | ------------------- | --------------------------- |
|    |                   |                   |         |    |                     |                             |
| HV | Dimitri Cavaré    | 5 tháng 2, 1995   | 8       | 0  | Sion                | v. Cuba, 26 March 2023      |
| HV | Jérôme Roussillon | 6 tháng 1, 1993   | 2       | 0  | Union Berlin        | v. Cuba, 26 March 2023      |
| HV | Thomas Pineau     | 31 tháng 1, 1991  | 6       | 0  | Solidarité-Scolaire | v. Bastia, 11 December 2022 |
| HV | Médéric Déher     | 11 tháng 10, 1994 | 0       | 0  | Solidarité-Scolaire | v. Bastia, 11 December 2022 |
|    |                   |                   |         |    |                     |                             |
| TV | Keyvan Beaumont   | 18 tháng 7, 2005  | 0       | 0  | CERFA               | v. Bastia, 11 December 2022 |
| TV | Lucas Larochelle  | 2 tháng 12, 1997  | 0       | 0  | La Gauloise         | v. Bastia, 11 December 2022 |
|    |                   |                   |         |    |                     |                             |
| TĐ | Grégory Gendrey   | 10 tháng 7, 1986  | 31      | 9  | Solidarité-Scolaire | v. Cuba, 26 March 2023      |
| TĐ | Dustin Bourgeois  |                   | 0       | 0  | La Gauloise         | v. Bastia, 11 December 2022 |